# Tecnología EDIM
La tecnología EDIM (Epitope Detection in Monocytes) es una forma de biopsia inmunológica. Utiliza mecanismos del sistema inmunitario innato para detectar biomarcadores/antígenos en las células inmunitarias. Se trata de una forma no invasiva de biopsia líquida, es decir, biopsia de sangre, en la que se analizan macrófagos activados (CD14+/CD16+) en busca de epítopos específicos de la enfermedad, por ejemplo, células tumorales.
Los macrófagos pertenecen a los fagocitos. Forman parte del sistema inmunitario humano y participan en el reconocimiento, la fagocitosis y la destrucción de organismos considerados nocivos.
En el cáncer, los macrófagos ingieren células tumorales y utilizan enzimas para disolverlas, almacenando proteínas tumorales intracelularmente incluso cuando hay poca masa tumoral. Mediante la tecnología EDIM, los macrófagos activados que contienen epítopos tumorales intracelulares pueden detectarse con anticuerpos específicos de CD14 y CD16.

## Ámbitos de aplicación
Actualmente, la tecnología EDIM se utiliza para el análisis de sangre PanTum Detect. El método se utiliza en el contexto de la detección precoz del cáncer para seleccionar si existe suficiente sospecha de cáncer en una persona. Si este es el caso, se recomienda un examen adicional con procedimientos de imagen (IRM, PET-TC) para aclarar y localizar una posible enfermedad tumoral. Los dos biomarcadores utilizados para PanTum Detect son las enzimas TKTL1 y DNasaX. 
El análisis de sangre utiliza la tecnología EDIM sobre la base de que los monocitos/macrófagos activados fagocitan células tumorales y contienen proteínas tumorales intracelulares.